# Isabel la Cumana
Isabel la Cumana (en húngaro: Kun Erzsébet) (1240 - 1290-1295), reina consorte de Hungría, esposa del rey Esteban V de Hungría, madre del futuro rey Ladislao IV de Hungría.

## Biografía
Isabel nació en 1240 como hija de un príncipe cumano de nombre desconocido, aunque se estima que podría ser Kuthen /Kötöny, el líder que arribó con su gente a Hungría en 1239 y que pactó numerosos acuerdos amistosos con el rey Bela IV). Sin embargo, otros historiadores señalan que una carta de su suegro, Bela IV, se refiere a un jefe cumano llamado Seyhan, al que llama «pariente», lo que podría interpretarse de hecho como que era el padre de Isabel. 
Luego de haber sido comprometida en su infancia con el hijo del rey húngaro, probablemente fue bautizada y recibió el nombre de Isabel, que seguramente gozaba de gran fama en la corte gracias a Santa Isabel de Hungría, la tía del rey húngaro. En 1254 fue tomada como esposa por el príncipe húngaro Esteban. Con él tuvo varios hijos, entre ellos: María de Hungría, Reina de Nápoles en 1257 (la abuela del futuro rey Carlos I Roberto de Hungría), Ana de Hungría, emperatriz consorte bizantina, esposa de Andrónico II Paleólogo en 1260, la beata Isabel de Hungría la viuda cerca de 1260, y el futuro rey Ladislao IV de Hungría en 1262). 
Luego de conducir prolongadas guerras contra su propio padre el rey Bela IV, el príncipe Esteban consiguió ser coronado como rey joven, tras lo cual, insatisfecho, continuó enfrentándose a su padre y tratando de obtener una total autonomía sobre territorios húngaros orientales. Finalmente, el esposo de Isabel, Esteban, fue coronado rey  en 1270 como Esteban V de Hungría, y de esta manera, ella como reina consorte. En 1272 falleció repentinamente el rey y ella debió ocuparse de su pequeño hijo Ladislao y fungir de regente. Sin embargo, Isabel no pudo contener el creciente poder de los nobles húngaros oligarcas, que debilitaba la figura real húngara.
En 1273 fue aprisionada por el noble oligarca húngaro Finta Aba, quien la llevó con su hijo al castillo de Turóc. Luego de ser liberados, volvieron a ser encarcelados en 1274 en la ciudad de Buda. Nuevamente fueron liberados y entre 1280 y 1284 gobernó el banato de Bosnia y Moesia, haciéndose titular en 1282 como Duquesa de Eslavonia (ducissa sclavoniae). Isabel vivió en constante conflicto con su hijo y otros oligarcas húngaros, y mantuvo muy cercano a ella a su consejero de confianza el noble Joachim Gutkeled.
Isabel murió entre 1290 y 1295, alejada de la política tras la muerte de su hijo el rey Ladislao IV. 